# Nati nel 1962/Marzo
| Questa pagina contiene informazioni ricavate automaticamente dalle voci biografiche con l'ausilio del template Bio e di un bot. L'aggiornamento è periodico e automatico e ricostruisce completamente la pagina. Se manca una persona in questa lista, sei pregato di non aggiungerla, ma accertati piuttosto che la sua voce biografica contenga il template Bio e che i dati anagrafici siano correttamente compilati. Se il template Bio manca, inseriscilo tu stesso o, in alternativa, metti l'avviso {{tmp\|Bio}} che ne segnala la mancanza. Se i dati riportati sono sbagliati, correggi direttamente la voce biografica; le modifiche saranno visibili in questa lista entro pochi giorni. Per chiarimenti vedi il progetto biografie. La lista contiene solo le 341 persone che sono citate nell'enciclopedia e per le quali è stato implementato correttamente il template Bio. Pagina aggiornata al 2 ago 2025. |

- 1º marzo - Russell Coutts, velista neozelandese
- 1º marzo - Dimo Kostov, ex cestista bulgaro
- 1º marzo - Martin Modéus, arcivescovo luterano svedese
- 1º marzo - Christine Mayn, attrice italiana
- 1º marzo - Ingo Naujoks, attore tedesco
- 1º marzo - Heli Toikka, ex cestista finlandese
- 1º marzo - Kevin Tsai, scrittore e conduttore televisivo taiwanese
- 1º marzo - Stéphane Valeri, politico monegasco
- 1º marzo - Francesca Zaccariotto, politica italiana
- 2 marzo - Oliviero Bergamini, giornalista italiano
- 2 marzo - Jon Bon Jovi, cantautore, musicista e attore statunitense
- 2 marzo - Enrico Faccini, fumettista italiano
- 2 marzo - Ulf Findeisen, ex saltatore con gli sci tedesco orientale
- 2 marzo - Francesco Lomanto, arcivescovo cattolico italiano
- 2 marzo - Bill Maas, ex giocatore di football americano statunitense
- 2 marzo - Tom Nordlie, allenatore di calcio norvegese
- 2 marzo - Regula Rytz, politica svizzera
- 2 marzo - Scott La Rock, disc jockey statunitense († 1987)
- 2 marzo - Mike Small, ex calciatore inglese
- 2 marzo - Gabriele Tarquini, ex pilota automobilistico italiano
- 3 marzo - Darla K. Anderson, produttrice cinematografica statunitense
- 3 marzo - Daniele Badiali, presbitero e missionario italiano († 1997)
- 3 marzo - Franca Bianconi, allenatrice di pattinaggio e ex pattinatrice artistica su ghiaccio italiana
- 3 marzo - Debbie Caruana Dingli, pittrice maltese
- 3 marzo - Alessandro Danesin, politico italiano
- 3 marzo - Dieudonné Datonou, arcivescovo cattolico beninese
- 3 marzo - Sergejs Jemeļjanovs, ex calciatore e allenatore di calcio lettone
- 3 marzo - Jackie Joyner-Kersee, ex multiplista, lunghista e cestista statunitense
- 3 marzo - Margaret Karram, teologa israeliana
- 3 marzo - Elliott Quow, ex velocista statunitense
- 3 marzo - Luis José Rueda Aparicio, cardinale e arcivescovo cattolico colombiano
- 3 marzo - David Schweikert, politico statunitense
- 3 marzo - Herschel Walker, ex giocatore di football americano, artista marziale misto e ex bobbista statunitense
- 3 marzo - Michael Widenius, informatico finlandese
- 4 marzo - Xela Arias, scrittrice e traduttrice spagnola († 2003)
- 4 marzo - Miriam Díaz Aroca, attrice e conduttrice televisiva spagnola
- 4 marzo - Mirsad Baljić, ex calciatore jugoslavo
- 4 marzo - Simon Bisley, fumettista britannico
- 4 marzo - Paul Canoville, ex calciatore inglese
- 4 marzo - Nir Levine, allenatore di calcio, dirigente sportivo e ex calciatore israeliano
- 4 marzo - Pascal Rousseau, ex calciatore francese
- 4 marzo - Andrej Serdjukov, generale russo
- 4 marzo - Claire Voisin, matematica francese
- 5 marzo - Simon Abkarian, attore francese
- 5 marzo - Amina Annabi, cantante e attrice tunisina
- 5 marzo - Elise Burgin, ex tennista statunitense
- 5 marzo - Choi In-young, ex calciatore sudcoreano
- 5 marzo - Robert Curbeam, astronauta e ingegnere statunitense
- 5 marzo - Rosemarie Ford, ballerina, attrice e cantante inglese
- 5 marzo - Thomas Körner, pilota motociclistico tedesco
- 5 marzo - Marc Pascal, ex calciatore francese
- 5 marzo - Todd Platts, politico e avvocato statunitense
- 5 marzo - Sun Hongyun, ex schermitrice cinese
- 5 marzo - Cecilia Tait, politica e ex pallavolista peruviana
- 6 marzo - Jan Bartram, ex calciatore danese
- 6 marzo - José Batista, allenatore di calcio e ex calciatore uruguaiano
- 6 marzo - Bengt Baron, ex nuotatore svedese
- 6 marzo - Chi Minghua, ex calciatore cinese
- 6 marzo - Andreas Felder, ex saltatore con gli sci austriaco
- 6 marzo - Erika Hess, ex sciatrice alpina svizzera
- 6 marzo - Henning Lynge Jakobsen, canoista danese
- 6 marzo - Michael Konsel, ex calciatore austriaco
- 6 marzo - Tiziana Messina, ex calciatrice italiana
- 6 marzo - Vincenzo Mirra, dirigente sportivo, allenatore di calcio e ex calciatore italiano
- 6 marzo - Marinella Pacifico, politica italiana
- 6 marzo - Pasi Rasimus, ex calciatore finlandese
- 6 marzo - Rita Sargsyan, first lady armena († 2020)
- 6 marzo - Eduardo Terrazas, ex calciatore boliviano
- 7 marzo - Anna Burns, scrittrice britannica
- 7 marzo - Taylor Dayne, cantante e attrice statunitense
- 7 marzo - Anel Karabeg, allenatore di calcio e ex calciatore bosniaco
- 7 marzo - Kim Tae-woo, ex lottatore sudcoreano
- 7 marzo - Loredana Russo, politica italiana
- 7 marzo - Nurfitriyana Saiman, ex arciera indonesiana
- 7 marzo - Fulvio Saini, allenatore di calcio e ex calciatore italiano
- 7 marzo - David Shankle, chitarrista statunitense
- 7 marzo - Andrea Tagliapietra, filosofo e saggista italiano
- 8 marzo - Július Bielik, ex calciatore cecoslovacco
- 8 marzo - Shaun Gayle, ex giocatore di football americano statunitense
- 8 marzo - Kim Ung-yong, fisico e ingegnere sudcoreano
- 8 marzo - Penek Rattanarueang, regista e sceneggiatore thailandese
- 8 marzo - Leon Robinson, attore e cantante statunitense
- 8 marzo - Mitsunori Yoshida, ex calciatore giapponese
- 8 marzo - Zhou Peishun, ex sollevatore cinese
- 9 marzo - Cristina Bevilacqua, politica italiana
- 9 marzo - Ivan Brajović, politico montenegrino
- 9 marzo - Ivo De Palma, doppiatore italiano
- 9 marzo - Russ Fulcher, politico statunitense
- 9 marzo - Jan Furtok, calciatore polacco († 2024)
- 9 marzo - Pétur Guðmundsson, ex pesista e discobolo islandese
- 9 marzo - Emilio Iovio, ex hockeista su ghiaccio canadese
- 9 marzo - Melissa Prophet, attrice statunitense
- 9 marzo - Manfred Schullian, politico italiano
- 10 marzo - Mariano Ayneto, ex calciatore spagnolo
- 10 marzo - Valérie Dréville, attrice francese
- 10 marzo - Antonietta Giacometti, politica italiana
- 10 marzo - Jasmine Guy, attrice, cantante e regista statunitense
- 10 marzo - Éric Guyot, ex ciclista su strada francese
- 10 marzo - Giovanni Koetting, ex calciatore italiano
- 10 marzo - Seiko Matsuda, cantante giapponese
- 10 marzo - Tim McCormick, ex cestista statunitense
- 10 marzo - Alessandra Petrucci, statistica italiana
- 10 marzo - Tab Thacker, lottatore e attore statunitense († 2007)
- 10 marzo - Giorgio Valli, allenatore di pallacanestro italiano
- 10 marzo - Jean-Paul Vesco, cardinale e arcivescovo cattolico francese
- 11 marzo - Maria Laura Alberti, ex sciatrice alpina italiana
- 11 marzo - Barbara Alyn Woods, attrice statunitense
- 11 marzo - Kjell Berg, giocatore di curling norvegese
- 11 marzo - Mary Gauthier, cantautrice statunitense
- 11 marzo - Matt Mead, politico statunitense
- 11 marzo - Jeffrey Nordling, attore statunitense
- 11 marzo - Maria Paula Gonçalves da Silva, ex cestista brasiliana
- 11 marzo - Giampiero Rigosi, scrittore e sceneggiatore italiano
- 11 marzo - Ulrich Schreck, ex schermidore tedesco
- 11 marzo - Tom Sewell, ex cestista statunitense
- 12 marzo - Marcello Bartalini, ex ciclista su strada italiano
- 12 marzo - Julia Campbell, attrice statunitense
- 12 marzo - Riccardo Caneva, cestista italiano
- 12 marzo - Zoran Čutura, ex cestista croato
- 12 marzo - Carlo Della Valle, ex cestista italiano
- 12 marzo - Lorenzo Hampton, ex giocatore di football americano statunitense
- 12 marzo - Andreas Köpke, allenatore di calcio e ex calciatore tedesco
- 12 marzo - Anne-Marie Lagrange, astrofisica francese
- 12 marzo - Graham Nolan, fumettista statunitense
- 12 marzo - Aliaksandr Patašou, ex marciatore bielorusso
- 12 marzo - Chris Sanders, regista, sceneggiatore e produttore cinematografico statunitense
- 12 marzo - Roberto Santamaría Calavia, ex calciatore spagnolo
- 12 marzo - Irma de Vroet, ex cestista olandese
- 12 marzo - Carlos Vázquez, ex calciatore uruguaiano
- 12 marzo - Titus Welliver, attore statunitense
- 13 marzo - Terence Blanchard, musicista e compositore statunitense
- 13 marzo - Conceição Ferreira, ex mezzofondista e maratoneta portoghese
- 13 marzo - Beverly Mould, ex tennista sudafricana
- 13 marzo - Riccardo Secchi, fumettista e sceneggiatore italiano
- 14 marzo - Félicite Bada, ex velocista beninese
- 14 marzo - Bruno Bellone, ex calciatore francese
- 14 marzo - Marco Philopat, scrittore, editore e attivista italiano
- 14 marzo - Cvetanka Hristova, discobola bulgara († 2008)
- 14 marzo - Harald Kohr, ex calciatore tedesco
- 14 marzo - Paola Marciandi, ex sciatrice alpina italiana
- 14 marzo - Charlie McKee, ex velista statunitense
- 14 marzo - Raúl Navarro, allenatore di calcio e ex calciatore paraguaiano
- 14 marzo - Massimo Piscedda, allenatore di calcio e ex calciatore italiano
- 14 marzo - Francisco José Viegas, giornalista, scrittore e politico portoghese
- 14 marzo - Kamil al-Basha, attore palestinese
- 15 marzo - Jimmy Baio, attore statunitense
- 15 marzo - Steve Coy, batterista britannico († 2018)
- 15 marzo - Stefano Dambruoso, magistrato e politico italiano
- 15 marzo - Jordi Freixanet, ex cestista spagnolo
- 15 marzo - Jon Hall, ex rugbista a 15 e imprenditore britannico
- 15 marzo - Terence Trent D'Arby, cantautore e polistrumentista statunitense
- 15 marzo - Stefano Maullu, politico italiano
- 15 marzo - Markus Merk, ex arbitro di calcio tedesco
- 15 marzo - Leopoldo Serantes, pugile filippino († 2021)
- 15 marzo - Carmen Tocală, ex cestista e dirigente sportiva rumena
- 16 marzo - Joseph Crowley, politico statunitense
- 16 marzo - Iaia Forte, attrice italiana
- 16 marzo - Lars Larsson, calciatore svedese († 2015)
- 16 marzo - Jim Master, ex cestista statunitense
- 16 marzo - Nigel Phelps, scenografo britannico
- 16 marzo - Janette Rauch, attrice tedesca
- 17 marzo - Dieter Ammann, musicista e compositore svizzero
- 17 marzo - Ank Bijleveld, politica olandese
- 17 marzo - Kalpana Chawla, astronauta indiana († 2003)
- 17 marzo - Meiway, musicista e cantante ivoriano
- 17 marzo - Vasil Dragolov, ex calciatore bulgaro
- 17 marzo - Naoto Hikosaka, goista giapponese
- 17 marzo - Sahak II Mashalian, arcivescovo cristiano orientale armeno
- 17 marzo - Gianluca Medas, regista, scrittore e attore italiano
- 17 marzo - Giampaolo Mosele, ex combinatista nordico italiano
- 17 marzo - Stéphane Ostrowski, ex cestista e allenatore di pallacanestro francese
- 17 marzo - Mark Pellington, regista, produttore cinematografico e produttore televisivo statunitense
- 17 marzo - Derrick Pereira, allenatore di calcio e ex calciatore indiano
- 17 marzo - Roxy Petrucci, batterista statunitense
- 17 marzo - Pello Ruiz Cabestany, ex ciclista su strada e pistard spagnolo
- 17 marzo - Gary Waddock, allenatore di calcio e ex calciatore irlandese
- 17 marzo - Christiane Weber, ex schermitrice tedesca
- 17 marzo - Gaetano Zauner, generale italiano
- 18 marzo - Stefano Allocchio, dirigente sportivo, ex ciclista su strada e pistard italiano
- 18 marzo - Vincent Barteau, ex ciclista su strada e pistard francese
- 18 marzo - Farideh Firoozbakht, matematica iraniana († 2019)
- 18 marzo - Guido Gallese, vescovo cattolico italiano
- 18 marzo - Riccardo Galletta, generale italiano
- 18 marzo - Massimo Giletti, giornalista, conduttore televisivo e conduttore radiofonico italiano
- 18 marzo - Thomas Ian Griffith, attore e artista marziale statunitense
- 18 marzo - James McMurtry, cantautore, chitarrista e attore statunitense
- 18 marzo - Keith Millard, ex giocatore di football americano e allenatore di football americano statunitense
- 18 marzo - Mike Rowe, conduttore televisivo statunitense
- 18 marzo - Patrice Trovoada, politico saotomense
- 18 marzo - Gianluca Tusco, doppiatore italiano
- 18 marzo - Volker Weidler, pilota automobilistico tedesco
- 19 marzo - Adrian Bosshard, pilota motociclistico svizzero
- 19 marzo - Franz Campi, cantautore italiano
- 19 marzo - Nergüjn Enhbat, pugile mongolo († 2022)
- 19 marzo - Oleg Eprincev, ex calciatore e ex giocatore di calcio a 5 russo
- 19 marzo - Hans Peter Janssens, attore teatrale e baritono belga
- 19 marzo - Ivan Jaremčuk, ex calciatore sovietico
- 19 marzo - Jim Korderas, canadese
- 19 marzo - Jackie Shipp, ex giocatore di football americano e allenatore di football americano statunitense
- 19 marzo - Sun Fengwu, ex cestista e allenatore di pallacanestro cinese
- 20 marzo - Wulf Brunner, ex discobolo tedesco
- 20 marzo - Rick Bryan, giocatore di football americano statunitense († 2009)
- 20 marzo - Ian Bryson, ex calciatore scozzese
- 20 marzo - Kevin Hassett, economista statunitense
- 20 marzo - Davide Marzi, doppiatore italiano
- 20 marzo - Stephen McKeon, compositore irlandese
- 20 marzo - Willie Naughton, ex calciatore scozzese
- 20 marzo - Gianni Sarcone, artista, scrittore e inventore italiano
- 20 marzo - Paolo Saviane, politico italiano († 2021)
- 20 marzo - Stephen Sommers, regista, sceneggiatore e produttore cinematografico statunitense
- 20 marzo - Paul Wade, allenatore di calcio e ex calciatore australiano
- 20 marzo - Johnny Weltz, ex ciclista su strada e dirigente sportivo danese
- 20 marzo - Maurizio Zonzini, ex ginnasta sammarinese
- 21 marzo - Paolo Belli, cantautore e conduttore televisivo italiano
- 21 marzo - Alessandra Bianco, dirigente sportiva e ex sciatrice alpina italiana
- 21 marzo - Matthew Broderick, attore statunitense
- 21 marzo - Daniele Bresciani, scrittore italiano
- 21 marzo - Janet Gardner, cantante statunitense
- 21 marzo - Narumi Kakinouchi, regista, fumettista e animatrice giapponese
- 21 marzo - Bernhard Kammerer, ex slittinista italiano
- 21 marzo - Gilles Lalay, pilota motociclistico francese († 1992)
- 21 marzo - Alfred Lutter, attore statunitense
- 21 marzo - Luciano Malaman, allenatore di calcio e ex calciatore italiano
- 21 marzo - Peter Michiaki Nakamura, arcivescovo cattolico giapponese
- 21 marzo - Rosie O'Donnell, attrice, conduttrice televisiva e autrice televisiva statunitense
- 21 marzo - Andrea Maria Schenkel, scrittrice tedesca
- 21 marzo - Mark Waid, fumettista statunitense
- 22 marzo - Juan Aguilera, tennista spagnolo († 2025)
- 22 marzo - Mike Brown, ex sciatore alpino statunitense
- 22 marzo - Vlado Čapljić, allenatore di calcio e ex calciatore bosniaco
- 22 marzo - Giuseppe Dell'Aquila, mafioso italiano
- 22 marzo - Steve Dillon, fumettista britannico († 2016)
- 22 marzo - Katarzyna Figura, attrice polacca
- 22 marzo - Enrique Grenald, ex cestista e allenatore di pallacanestro panamense
- 22 marzo - Jean-Jacques Koffi Oi Koffi, arcivescovo cattolico ivoriano
- 22 marzo - Dirk Korthals, ex nuotatore tedesco occidentale
- 22 marzo - Elena Kruglova, ex nuotatrice sovietica
- 22 marzo - Eli Landsem, allenatrice di calcio e ex calciatrice norvegese
- 22 marzo - Chris McSorley, ex hockeista su ghiaccio canadese
- 22 marzo - Andy Pape, ex calciatore inglese
- 22 marzo - Amerigo Paradiso, allenatore di calcio e ex calciatore italiano
- 22 marzo - Teun van Vliet, ex ciclista su strada olandese
- 22 marzo - Mohammad Ali Yahyavi, ex calciatore e ex giocatore di calcio a 5 iraniano
- 23 marzo - Ivica Barbarić, allenatore di calcio e ex calciatore jugoslavo
- 23 marzo - Marc Cherry, produttore televisivo e scrittore statunitense
- 23 marzo - David C. Johnson, regista e sceneggiatore statunitense
- 23 marzo - Joël Pelier, ex ciclista su strada francese
- 23 marzo - Steve Redgrave, canottiere britannico
- 23 marzo - Michael Woods, ex calciatore maltese
- 23 marzo - Jenny Wright, attrice statunitense
- 23 marzo - Basil al-Assad, politico e militare siriano († 1994)
- 24 marzo - Kazuki Akane, regista giapponese
- 24 marzo - Francesco Cesarini, ciclista su strada italiano († 2020)
- 24 marzo - Carmelo Cuttitta, vescovo cattolico italiano
- 24 marzo - Márcio Fernandes, allenatore di calcio e ex calciatore brasiliano
- 24 marzo - Erika Gfrerer, ex sciatrice alpina austriaca
- 24 marzo - Stewart Home, scrittore, regista e attivista britannico
- 24 marzo - Star Jones, avvocato, personaggio televisivo e conduttrice televisiva statunitense
- 24 marzo - Irina Meszynski, ex discobola tedesca
- 24 marzo - Brian Part, attore e musicista statunitense
- 24 marzo - Pierdomenico Perata, fisiologo italiano
- 24 marzo - María Bouzas, attrice spagnola
- 24 marzo - Renee Rosnes, pianista e compositrice canadese
- 24 marzo - Roberto Rossi, allenatore di calcio e ex calciatore italiano
- 24 marzo - Maria Spena, politica italiana
- 24 marzo - Rita Yahan-Farouz, cantante iraniana
- 25 marzo - Marcia Cross, attrice statunitense
- 25 marzo - Fernando Martín, cestista spagnolo († 1989)
- 25 marzo - Leon Wood, ex cestista e arbitro di pallacanestro statunitense
- 26 marzo - Chris Bailey, animatore e regista statunitense
- 26 marzo - José Ramón Bermell, ex calciatore spagnolo
- 26 marzo - Uwe Blab, ex cestista tedesco
- 26 marzo - Paul Chamberlin, ex tennista statunitense
- 26 marzo - Jockel Finck, fotografo e fotoreporter tedesco († 2006)
- 26 marzo - Keith Diamond, attore e doppiatore statunitense
- 26 marzo - Livio Frittella, giornalista e scrittore italiano
- 26 marzo - Călin Georgescu, diplomatico e politico rumeno
- 26 marzo - Jurij Pavlovič Gidzenko, cosmonauta russo
- 26 marzo - Falko Götz, allenatore di calcio e ex calciatore tedesco
- 26 marzo - Piero Italiani, ex tuffatore italiano
- 26 marzo - Susana Herrera, sciatrice alpina spagnola († 2019)
- 26 marzo - Eric Allan Kramer, attore statunitense
- 26 marzo - Andrej Lavrov, ex pallamanista russo
- 26 marzo - Paul de Leeuw, comico, cantante e attore olandese
- 26 marzo - Federico López, cestista portoricano († 2006)
- 26 marzo - Luis María López Rekarte, ex calciatore spagnolo
- 26 marzo - Rajeev Motwani, docente indiano († 2009)
- 26 marzo - Sarah Mullally, vescovo anglicano britannica
- 26 marzo - Staffan Olsson, allenatore di pallamano e ex pallamanista svedese
- 26 marzo - Jeff Plate, batterista statunitense
- 26 marzo - John Stockton, ex cestista e allenatore di pallacanestro statunitense
- 26 marzo - King Kong, cantautore giamaicano
- 26 marzo - Augusto Vargas Cortés, ex calciatore colombiano
- 26 marzo - Brad Wright, ex cestista e allenatore di pallacanestro statunitense
- 27 marzo - Francesco Acquaroli, attore italiano
- 27 marzo - Kevin J. Anderson, autore di fantascienza statunitense
- 27 marzo - Jann Arden, cantautrice e attrice canadese
- 27 marzo - Robin Chassagne, astronomo francese († 2021)
- 27 marzo - Rob Hollink, giocatore di poker olandese
- 27 marzo - Christoph Langen, ex bobbista tedesco
- 27 marzo - Anthony Teachey, ex cestista statunitense
- 27 marzo - Alex Zahara, attore e doppiatore canadese
- 28 marzo - Riccardo Belluta, giocatore di biliardo italiano
- 28 marzo - Alexandra Billings, attrice e attivista statunitense
- 28 marzo - Jure Franko, ex sciatore alpino sloveno
- 28 marzo - Silvano Goretti, calciatore belga († 1989)
- 28 marzo - Matthew Gribble, nuotatore statunitense († 2004)
- 28 marzo - Vladimir Kotin, ex pattinatore artistico su ghiaccio sovietico
- 28 marzo - Henry Markram, neuroscienziato israeliano
- 28 marzo - Roger Nygard, regista, sceneggiatore e produttore cinematografico statunitense
- 28 marzo - Darko Ruso, allenatore di pallacanestro serbo
- 28 marzo - Tony Spreadbury, ex arbitro di rugby a 15 e dirigente sportivo britannico
- 28 marzo - Aleksandr Vorob'ëv, ex calciatore sovietico
- 28 marzo - The Warlord, wrestler statunitense
- 28 marzo - Anne van Olst, cavallerizza danese
- 29 marzo - Billy Beane, dirigente sportivo e ex giocatore di baseball statunitense
- 29 marzo - Luciano Mattia Cannito, coreografo, regista e direttore artistico italiano
- 29 marzo - Heike Lehmann, ex pallavolista tedesca
- 29 marzo - Kongar-ol Ondar, cantante e politico russo († 2013)
- 29 marzo - Antonio Placido, politico italiano
- 29 marzo - Elena Sofia Ricci, attrice italiana
- 29 marzo - Maria Sole Santasilia, giornalista, conduttrice radiofonica e tiratrice a volo italiana
- 30 marzo - Mark Begich, politico statunitense
- 30 marzo - Adrianna Biedrzyńska, attrice polacca
- 30 marzo - Greg Capullo, fumettista e illustratore statunitense
- 30 marzo - Marc Crépon, filosofo francese
- 30 marzo - MC Hammer, rapper e ballerino statunitense
- 30 marzo - Andrea Liberovici, compositore, regista e cantautore italiano
- 30 marzo - Manuel Matias, ex maratoneta portoghese
- 30 marzo - Isabella Micheli, ex danzatrice su ghiaccio italiana
- 30 marzo - Yōko Ogawa, scrittrice giapponese
- 30 marzo - Adriano Paroli, politico italiano
- 30 marzo - Alette Pos, ex hockeista su prato olandese
- 30 marzo - Claudia Razzi, doppiatrice e direttrice del doppiaggio italiana
- 30 marzo - Andrew Russell, XV duca di Bedford, nobile inglese
- 30 marzo - Gary Stevens, ex calciatore e allenatore di calcio inglese
- 31 marzo - Antonio Martusciello, dirigente d'azienda e politico italiano
- 31 marzo - Olli Rehn, politico finlandese
- 31 marzo - John Taylor, ex giocatore di football americano statunitense
- 31 marzo - Michal Viewegh, scrittore ceco
- 31 marzo - Jeff Young, chitarrista statunitense